# 5165 Videnom
5165 Videnom este un asteroid din centura principală de asteroizi.

## Descriere
5165 Videnom este un asteroid din centura principală de asteroizi. A fost descoperit pe 11 februarie 1985 la Brorfelde de Poul Jensen. El prezintă o orbită caracterizată de o semiaxă mare de 2,39 ua, o excentricitate de 0,17 și o înclinație de 3,4° în raport cu ecliptica.